# Sojus T-6

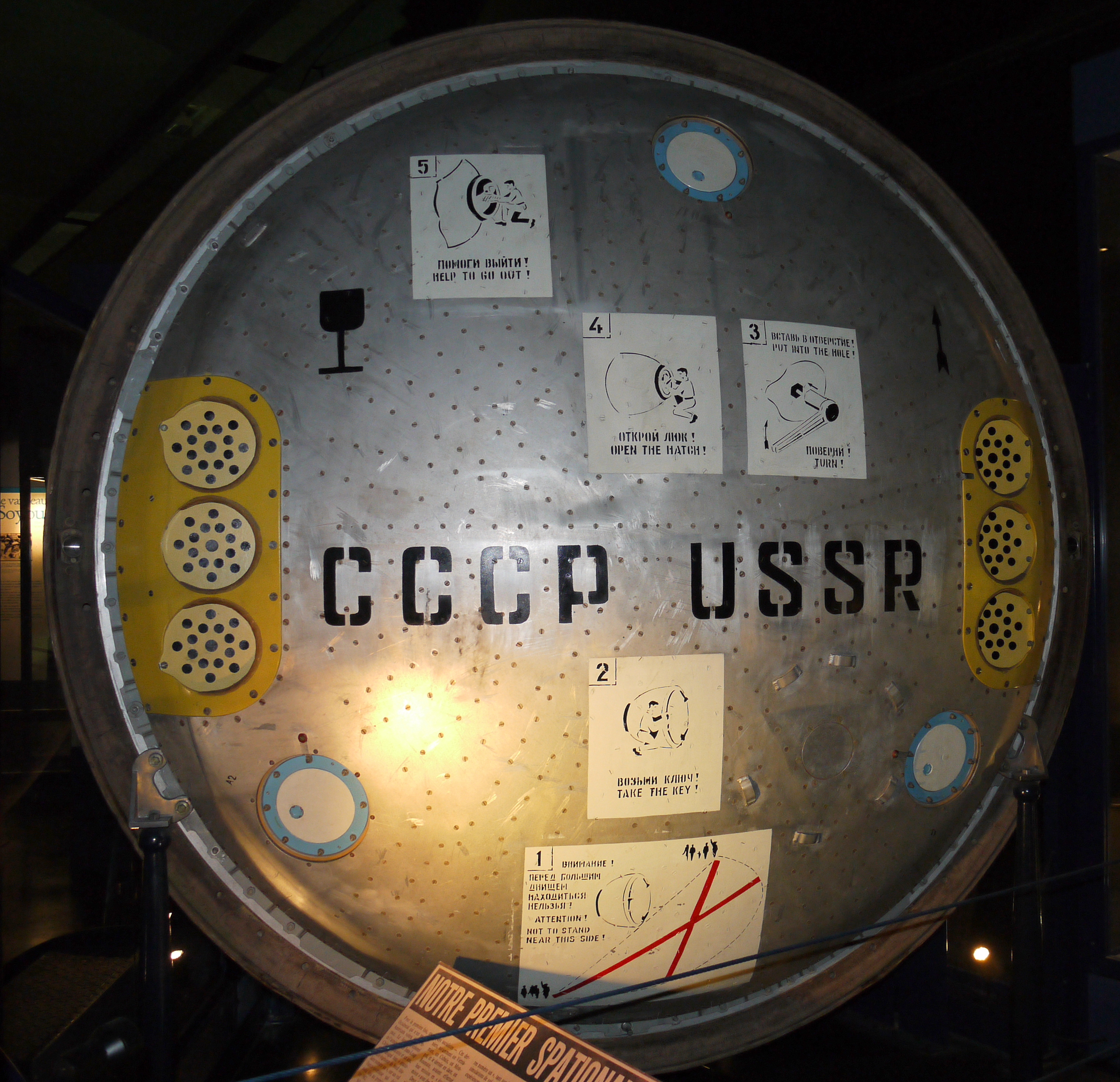
Rückkehrmodul im Musée de l’air et de l’espace in Le Bourget

Sojus T-6 ist die Missionsbezeichnung für den am 24. Juni 1982 gestarteten Flug eines sowjetischen Sojus-Raumschiffs zur sowjetischen Raumstation Saljut 7. Es war der zweite Besuch eines Sojus-Raumschiffs bei dieser Raumstation und der 66. Flug im sowjetischen Sojusprogramm. Es war zugleich der erste Start eines Franzosen in den Weltraum (Programm PVH). Als erste Besuchsmannschaft trug diese Mission auch die Bezeichnung Saljut 7 EP-1.

## Besatzung

### Hauptmannschaft
- Wladimir Alexandrowitsch Dschanibekow (3. Raumflug), Kommandant
- Alexander Sergejewitsch Iwantschenkow (2. Raumflug), Bordingenieur
- Jean-Loup Chrétien (1. Raumflug), Forschungskosmonaut ( CNES/ Frankreich)

Auch Dschanibekow erreichte damit die sowjetische Rekordmarke von drei Flügen in den Orbit. Der Franzose Jean-Loup Chrétien, der im Rahmen des Interkosmosprogramms mitflog, war der erste Westeuropäer im All.
Ursprünglich war Juri Wassiljewitsch Malyschew als Kommandant vorgesehen. Aufgrund von Herzproblemen wurde er jedoch durch Dschanibekow ersetzt.

### Ersatzmannschaft
- Leonid Denissowitsch Kisim, Kommandant
- Wladimir Alexejewitsch Solowjow, Bordingenieur
- Patrick Pierre Roger Baudry, Forschungskosmonaut (CNES/Frankreich)

## Missionsüberblick
Am 24. Juni 1982 erfolgte der Start vom Weltraumbahnhof Baikonur in der Kasachischen Sozialistischen Sowjetrepublik. 900 Meter vor dem Erreichen von Saljut 7 fiel der Bordcomputer aus, weshalb Kommandant Dschanibekow das Andockmanöver manuell und 14 Minuten vor dem Zeitplan ausführen musste. Chrétien wurde die „Ehre“ zuteil einen Satelliten, den wöchentlichen Abfall der Raumstation, zu starten.
Am 2. Juli 1982 landete die Kapsel nach 7 Tagen 21 Stunden 50 Minuten und 52 Sekunden und 125 Erdumrundungen 65 Kilometer nordöstlich von Arkalik im heutigen Kasachstan.